# Holcocephala deltoidea
Holcocephala deltoidea là một loài ruồi trong họ Asilidae. Holcocephala deltoidea được Bellardi miêu tả năm 1861. Loài này phân bố ở vùng Tân nhiệt đới.